# 2016年夏季奥林匹克运动会难民代表团
2016年夏季奥林匹克运动会难民代表团参加于2016年8月5日至8月21日在巴西里約熱內盧舉辦的2016年夏季奧林匹克運動會。
2015年10月底，國際奧林匹克委員會主席托馬斯·巴赫在联合国大会上称国际奥委会将给予高水平难民运动员参加奥运会的机会。2016年3月，巴赫称國際奧委會将挑選5到10名難民去参加里約奧運會，这些难民运动员所属的代表团名为“难民代表团”，他们在奥运期间将以奥林匹克旗帜参加比赛。代表团的原英文简称为“ROA”（即“Refugee Olympic Athletes”的缩写），后来由于队伍英文全名改为“Refugee Olympic Team”，英文简称也随即改为“ROT”。
作为“声援世界所有难民”所作出的努力的一部分，联合国难民署将叙利亚难民易卜拉欣·侯赛因选为该届奥运会火炬手之一，侯赛因是一名运动员，他曾在叙利亚內战中失去左腿，后来逃难到希腊。4月27日，他在Eleonas难民营从希腊奥委会主席斯皮罗斯·卡普拉洛斯（Spiros Kapralos）手中接过奥运圣火，参与了火炬传递，后来他也获得了代表独立参赛者参加2016年残奥的资格。

## 代表团选拔与资助
国际奥委会选定43名符合条件的运动员参与代表团的选拔，这些运动员大多来自中非和西非地区，也有部分来自叙利亚、伊拉克和伊朗等国家。国际奥委会将根据各选手的竞技能力、个人状况以及联合国认证的难民身份来确定最终的代表团名单。同时奥委会也拿出200万美元资助金以改善这些运动员的训练条件，并要求相关国家奥林匹克委员会确认该国是否有符合参赛资格的运动员因为要代表难民参加奥运而被移出代表团名单。
截至2016年年初，已有三名运动员预先获得代表难民队参加奥运会的资格；17岁的叙利亚游泳运动员尤絲拉·馬爾迪尼（Yusra Mardini）是其中之一，马迪尼和她的家人乘橡皮艇从土耳其出发，然而途中橡皮艇出现问题，之后她和姐姐只好跳入水中推着船向前进，经历三个半小时后，她和船上的人抵达希腊，后来她又乘坐火车到达德国并在那里居住及训练；另外两名选手分别是伊朗跆拳道运动员拉赫莱·阿塞马尼（Raheleh Asemani）和刚果民主共和国柔道运动员波波勒·米森加（Popole Misenga），阿塞马尼曾获得2010年亚洲运动会跆拳道62公斤以下级项目的银牌，后来因为政治原因逃往比利时；米森加则是因为家乡的长期动乱而只身逃往巴西。后来，阿塞马尼于2016年4月获得了比利时国籍，得以代表比利时队参加奥运，她的名字也不再出现在难民代表团的名单上。
另外，有三名来自叙利亚的运动员以及23名居住在肯尼亚卡库马难民营的运动员也参与到了难民代表团的选拔当中。2016年6月3日，国际奥委会公布了代表难民参赛的运动员名单，名单如下：
| 运动员             | 出生国         | 现居地 | 项目 | 赛事                          |
| ------------------ | -------------- | ------ | ---- | ----------------------------- |
| 詹姆斯·希安杰克    | 南蘇丹         |        | 田径 | 男子400米                     |
| 耶齐·比埃尔        | 南蘇丹         |        | 田径 | 男子800米                     |
| 保罗·阿莫顿·洛克罗 | 南蘇丹         |        | 田径 | 男子1500米                    |
| 约纳斯·金德        | 衣索比亞       | 盧森堡 | 田径 | 男子馬拉松                    |
| 波波勒·米森加      | 刚果民主共和国 | 巴西   | 柔道 | 男子90公斤                    |
| 拉米·阿尼斯        | 叙利亚         | 比利时 | 游泳 | 男子100米自由泳 男子100米蝶泳 |
| 罗丝·洛孔延        | 南蘇丹         |        | 田径 | 女子800米                     |
| 安吉丽娜·罗哈里斯  | 南蘇丹         |        | 田径 | 女子1500米                    |
| 尤兰蒂·马毕卡      | 刚果民主共和国 | 巴西   | 柔道 | 女子70公斤                    |
| 尤絲拉·馬爾迪尼    | 叙利亚         | 德国   | 游泳 | 女子100米自由泳 女子100米蝶泳 |

## 选手名单及成绩

### 田径
国际奥委会挑选出的难民运动员当中有六名是田径运动员，其中四名男运动员，两名女运动员，他们当中有五名选手来自南苏丹，一名选手来自埃塞俄比亚。
注
- Note – 径赛运动员的预赛排名是该运动员所在小组的排名，而非总排名
- Q = 直接晋级至下一轮
- q = 径赛：因在所有未直接晋级选手中成绩靠前而获得剩下的晋级名额；田赛：未达到晋级标准成绩但总排名靠前
- NR = 国家纪录
- N/A = 该小项无此轮比赛
- Bye = 轮空

男子
径赛
| 运动员             | 项目   | 预赛    | 预赛   | 半决赛 | 半决赛 | 决赛    | 决赛   |
| 运动员             | 项目   | 成绩    | 排名   | 成绩   | 排名   | 成绩    | 排名   |
| ------------------ | ------ | ------- | ------ | ------ | ------ | ------- | ------ |
| 詹姆斯·希安杰克    | 400米  | 52.89   | 8      | 未晋级 | 未晋级 | 未晋级  | 未晋级 |
| 耶齐·比埃尔        | 800米  | 1:54.67 | 8      | 未晋级 | 未晋级 | 未晋级  | 未晋级 |
| 保罗·阿莫顿·洛克罗 | 1500米 | 4:03.96 | 11     | 未晋级 | 未晋级 | 未晋级  | 未晋级 |
| 约纳斯·金德        | 馬拉松 | 不適用  | 不適用 | 不適用 | 不適用 | 2:24:08 | 89     |

女子
径赛
| 运动员            | 项目   | 预赛    | 预赛 | 半决赛 | 半决赛 | 决赛   | 决赛   |
| 运动员            | 项目   | 成绩    | 排名 | 成绩   | 排名   | 成绩   | 排名   |
| ----------------- | ------ | ------- | ---- | ------ | ------ | ------ | ------ |
| 罗丝·洛孔延       | 800米  | 2:16.64 | 7    | 未晋级 | 未晋级 | 未晋级 | 未晋级 |
| 安吉丽娜·罗哈里斯 | 1500米 | 4:47.38 | 14   | 未晋级 | 未晋级 | 未晋级 | 未晋级 |

### 柔道
代表难民参加奥运的两名柔道运动员波波勒·米森加和尤兰蒂·马毕卡都来自刚果民主共和国并且都在巴西居住及训练。
| 运动员        | 项目         | 1/32决赛  | 1/16决赛                      | 1/8决赛                     | 1/4决赛   | 半决赛    | 复活赛    | 决赛/铜牌赛 | 决赛/铜牌赛 |
| 运动员        | 项目         | 对手 比分 | 对手 比分                     | 对手 比分                   | 对手 比分 | 对手 比分 | 对手 比分 | 对手 比分   | 排名        |
| ------------- | ------------ | --------- | ----------------------------- | --------------------------- | --------- | --------- | --------- | ----------- | ----------- |
| 波波勒·米森加 | 男子90公斤级 | 轮空      | 辛格（印度） · 胜 001–000     | 郭同韩（韩国） · 负 100-000 | 未晋级    | 未晋级    | 未晋级    | 未晋级      | 未晋级      |
| 尤兰蒂·马毕卡 | 女子70公斤级 | 不適用    | 博尔德（以色列） · 负 000–110 | 未晋级                      | 未晋级    | 未晋级    | 未晋级    | 未晋级      | 未晋级      |

### 游泳
难民代表团中有两人参加游泳比赛，他们都来自叙利亚，其中一个居住在比利时，另一个居住在德国。
| 运动员          | 项目            | 预赛    | 预赛 | 半决赛 | 半决赛 | 决赛   | 决赛   |
| 运动员          | 项目            | 时间    | 排名 | 时间   | 排名   | 时间   | 排名   |
| --------------- | --------------- | ------- | ---- | ------ | ------ | ------ | ------ |
| 拉米·阿尼斯     | 男子100米自由泳 | 54.25   | 56   | 未晋级 | 未晋级 | 未晋级 | 未晋级 |
| 拉米·阿尼斯     | 男子100米蝶泳   | 56.23   | 40   | 未晋级 | 未晋级 | 未晋级 | 未晋级 |
| 尤絲拉·馬爾迪尼 | 女子100米自由泳 | 1:04.66 | 45   | 未晋级 | 未晋级 | 未晋级 | 未晋级 |
| 尤絲拉·馬爾迪尼 | 女子100米蝶泳   | 1:09.21 | 41   | 未晋级 | 未晋级 | 未晋级 | 未晋级 |